# Leonid Levin
Pour les articles homonymes, voir Levin.
Ne doit pas être confondu avec Jerome Levine.
Leonid Anatolievich Levin (russe : Леонид Анатольевич Левин, né le 2 novembre 1948 à Dnipropetrovsk, RSS d'Ukraine) est un informaticien et logicien russo-ukraino-américain. Il est connu notamment pour avoir découvert la notion de NP-complétude en même temps que Stephen Cook et pour des résultats renforçant les théorèmes d'incomplétude de Gödel.

## Biographie
Il obtient son master en 1970 et l'équivalent du doctorat en 1972 à l'université de Moscou sous la direction d'Andreï Kolmogorov. En 1978, il émigre aux États-Unis et obtient également un doctorat au Massachusetts Institute of Technology en 1979. Son directeur de thèse au MIT est Albert Meyer.
Il est connu pour son travail sur le hasard en informatique, la complexité algorithmique, la complexité en moyenne des algorithmes, la probabilité algorithmique, la théorie de la calculabilité et la théorie de l'information.
Sa vie est décrite dans un chapitre du livre Out of Their Minds: The Lives and Discoveries of 15 Great Computer Scientists.
Levin a découvert indépendamment de Stephen Cook le théorème central de la NP-complétude, qu'on nomme aujourd'hui théorème de Cook-Levin. Ce théorème est lié au problème P = NP, l'un des sept problèmes du prix du millénaire pour lesquels l'Institut Clay offre un prix d'un million de dollars. C'est une découverte majeure de l'informatique théorique et le fondement de la théorie de la complexité. L'article de Levin est publié en 1973, mais il en avait présenté les idées lors de ses enseignements quelques années auparavant (voir l'étude de Trakhtenbrot), bien que l'écriture complète et formelle des résultats soit postérieure à la publication du résultat de Cook.
Il est actuellement professeur d'informatique à l'université de Boston, où il enseigne depuis 1980.

## Travaux sur les théorèmes d'incomplétudes
Face à une théorie supposée cohérente et incomplète comme l'axiomatique de Peano, une idée simple est de tenter de la compléter en choisissant pour tout énoncé indécidable de cette théorie de l'y incorporer ou d'y incorporer sa négation. La théorie résultante au bout d'une infinité dénombrable d'étapes serait alors complète et équicohérente avec la théorie initiale. Si cette idée ne peut pas donner effectivement, récursivement, une théorie complète c'est parce que la question de savoir si un énoncé est décidable ou non dans une théorie est un problème lui-même non décidable.
Leonid Levin publie en 2002 des résultats montrant qu'on ne peut pas tenter de compléter des théories incomplètes, en utilisant le hasard physique, quantique, pour trancher pour tout énoncé indécidable de la théorie si c'est lui que l'on ajoute ou sa négation afin de constituer une théorie complète. 
Ce que montre Levin est premièrement que tout algorithme probabiliste donnant une extension cohérente et complète de l'arithmétique de Peano posséderait une infinité d'informations concernant le problème de l'arrêt et secondement qu'un algorithme probabiliste ne peut pas résoudre le problème de l'arrêt.
Hors de ces résultats démontrés, Levin conjecture que le monde physique ne peut pas produire des informations substantielles sur des problèmes non calculables comme le problème de l'arrêt des machines de Turing. 
Selon Jean-Paul Delahaye, « Les théorèmes de L. Levin renforcent la portée du résultat de Gödel et suggèrent que certaines informations propres au monde mathématique ne peuvent être extraites du monde physique ».